# Thomas Horne (cónego)
Thomas Horne DD (falecido em 4 de novembro de 1636) foi um cónego de Windsor de 1616 a 1636.

## Carreira
Ele foi educado em Magdalen Hall, Oxford onde formou-se BA em 1594, e depois no Merton College, Oxford onde formou-se MA em 1601, BD em 1616 e DD em 1625.
Ele foi nomeado:
- Reitor de Methley, Yorkshire 1615
- Vigário de Isleworth 1622
- Reitor de Farnham Royal 1629

Ele foi nomeado para a décima primeira bancada na Capela de São Jorge, Castelo de Windsor em 1616 e ocupou a canonaria até 1636. Ele foi enterrado na capela.